# Vladimir Novak
Vladimir Novak (Varaždin, 1928. – Zagreb 2016.) - hrvatski fotograf
Rođen je u Varaždinu 1928. godine. Njegov otac je 1943. godine sagradio kino “Gaj”, koje je poslije Drugog svjetskog rata nacionalizirano, a poslije pada socijalizma ostalo je na popisu imovine u povratku. Nećak je varaždinskoga profesora Krešimira Filića, povjesničara, utemeljitelja i dugogodišnjeg ravnatelja Gradskog muzeja u Varaždinu. U Drugom svjetskom ratu strijeljan mu je brat i još petero članova njegove obitelji. Završio je filmsku režiju na Visokoj filmskoj školi u Beogradu. Emigrirao je s krivotvorenom putovnicom u Francusku pa u Belgiju, gdje je bio tri godine i radio kao rendgenski tehničar. U SAD-u je od 1962. godine. U početku mu je pomogao svećenik dr. Stjepan Lacković, bivši tajnik kardinala Alojzija Stepinca.
Došao je u Hollywood uz pomoć hollywoodskog snimatelja Rudolfa Matéa, kojeg je upoznao njegov otac, dok je Maté došao u posjet sestri u Varaždinu. Vladimir Novak živio je u Hollywoodu trideset i dvije godine. Bavio se i filmom, režirao je nekoliko dokumentaraca, ali više se bavio fotografijom i politikom. Bio je fotograf, novinar i urednik te kroničar i aktivist hrvatske dijaspore u SAD-u. Pokrenuo je program na hrvatskom jeziku na radiopostaji KTYM za hrvatske iseljenike.
Istaknuti Hrvat iz Los Angelesa prof. Anthony Butkovich, s kojim se zbližio, uveo ga je u visoke političke krugove južne Kalifornije pa je sudjelovao u kampanji Ronalda Reagana za guvernera Kalifornije 1966. i predsjednika SAD-a 1981. godine. Zahvaljujući prof. Butkovichu fotografirao je predsjednika SAD-a Ronalda Reagana, generala Omara Bradleya, generala dr. Ulyssesa Granta, hotelijera Conrada Hiltona, pjevača Eltona Johna, tenora Metropolitan Opere Lauritza Melchiora i mnoge filmske zvijezde poput Clinta Eastwooda, Gregoryja Pecka, Jane Fonda i Julie Andrews.
Godinama je Vladimir Novak, pedantno skupljao priče i stare fotografije o hrvatskim emigrantima u Sjedinjenim Američkim Državama. Slušajući obiteljske pripovijesti i životne anegdote, proputovao je cijelu Ameriku, a 1994. vratio se u Hrvatsku, donijevši sa sobom više od 4000 crno-bijelih i fotografija u boji te dijapozitiva, cijelu jednu opsežnu priču o biografijama znanih i manje znanih Hrvata koji su se odselili iz domovine u Ameriku.
Vladimir Novak je u poznatom zagrebačkom kafiću “Kavalir” na Trgu bana Jelačića izložio neke od fotografija koje je snimio, dok je živio u Hollywoodu. Imao je i samostalnu izložbu u Varaždinu u Centru "Coning" na kojoj je bio prisutan i američki veleposlanik William Montgomery sa suprugom.
Objavljena mu je fotomonografija „Croatians in America”.